# Río Calbuco
Río Calbuco är ett vattendrag i Chile.   Det ligger i regionen Región de la Araucanía, i den södra delen av landet, 600 km söder om huvudstaden Santiago de Chile.
I omgivningen kring Río Calbuco växer i huvudsak blandskog. Området är  glesbefolkat, med 11 invånare per kvadratkilometer.